# Blaveta dels pèsols
La blaveta dels pèsols (Lampides boeticus) és una espècie de lepidòpter papilionoïdeu de la família dels licènids (Lycaenidae) present als Països Catalans.

## Distribució
Es troba a les zones temperades d'Àfrica, Europa, Àsia i Oceania. En una gran part d'Europa és migradora; els exemplars provenen de zones concretes del sud del continent o del nord d'Àfrica. No se sap amb certesa si en algun punt de la península Ibèrica és resident.

## Descripció

### Imago
Envergadura alar d'entre 24 i 32 mm en els mascles i d'entre 24 i 34 en les femelles. Semblant a Leptotes pirithous, però una mica més grossa i amb una vistosa franja blanca postdiscal al revers de les ales. Anvers blau en els mascles i amb tonalitats més marrons en les femelles. Ales posteriors acabades amb una cua i, al revers, amb dos ocels.

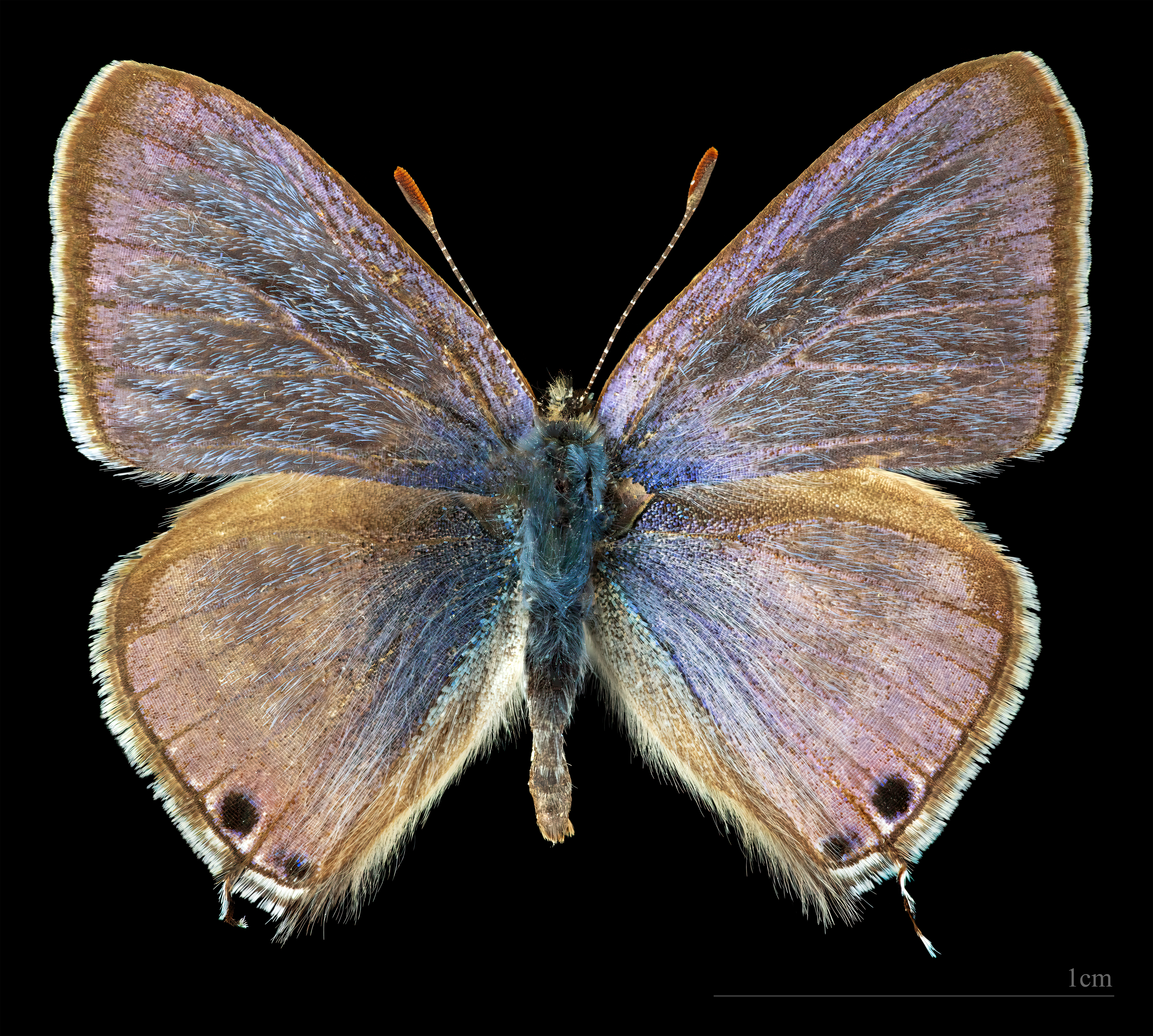
Lampides boeticus ♂
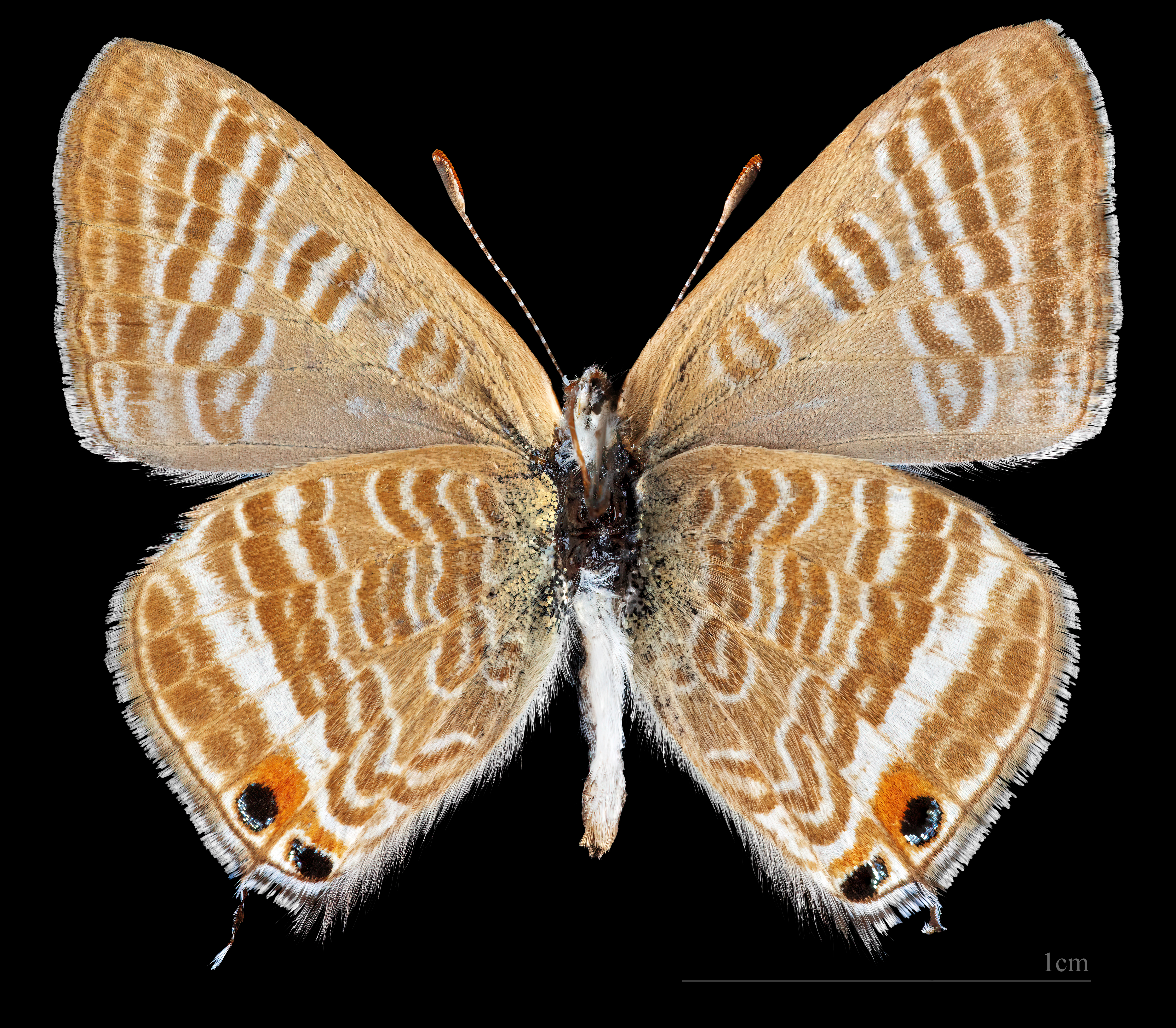
Lampides boeticus ♂ △
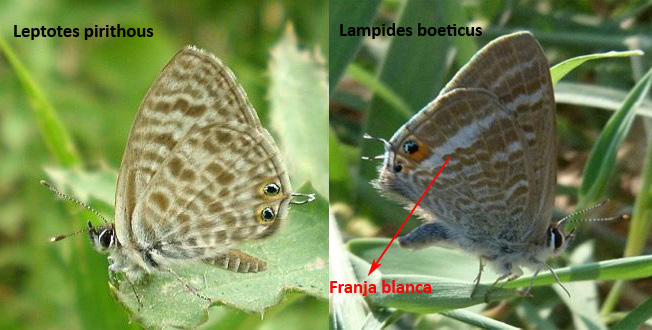
Comparativa entre Leptotes pirithous i Lampides boeticus (Tàrrega, Lleida)

### Eruga
Robusta i aplanada cap a l'extrem, amb la típica forma de les erugues de licènids. Recoberta d'una pilositat curta i poc densa. Polimòrfica: pot ser de color crema, rosada o verda.

## Hàbitat
Divers; normalment, llocs càlids i secs. L'eruga s'alimenta de llavors de fabàcies quan encara són a la tavella. Alguns exemples de plantes nutrícies són Colutea arborescens, Lathyrus oleraceus, Phaseolus vulgaris i Cassia. Pot causar pèrdues en els cultius de pèsols.

## Període de vol
Polivoltina allà on resideix; vola entre febrer i novembre.